# IV. třída okresu Trutnov 2003/2004
V utkáních IV. třídy okresu Trutnov 2003/2004, jedné ze skupin 10. nejvyšší fotbalové soutěže v Česku, se utkalo 14 týmů dvoukolovým systémem podzim – jaro. Tento ročník začal v srpnu 20034 a skončil v červnu 2004.
Postup do III. třídy okresu Trutnov 2004/2005 si zajistily první dva týmy Sokol Dolní Kalná „B“ a FK HAVEX Strážné „B“, ale vzhledem k tomu, že III. třídu okresu Trutnov hrál FK HAVEX Strážné „A“, postupoval třetí tým TJ Sokol Prosečné. Nesestoupil nikdo, IV. třída byla nejnižší fotbalovou soutěží okresu. 

## Konečná tabulka IV. třídy okresu Trutnov 2003/2004
| Poř. | Tým                        | Z  | V  | R | P  | VG  | OG | B  |
| ---- | -------------------------- | -- | -- | - | -- | --- | -- | -- |
| 1.   | Sokol Dolní Kalná „B“      | 26 | 18 | 5 | 3  | 117 | 38 | 59 |
| 2.   | FK HAVEX Strážné „B“       | 26 | 17 | 5 | 4  | 58  | 27 | 56 |
| 3.   | TJ Sokol Prosečné          | 26 | 17 | 5 | 4  | 89  | 49 | 56 |
| 4.   | TJ Sokol Malé Svatoňovice  | 26 | 16 | 7 | 3  | 58  | 28 | 55 |
| 5.   | TJ Sokol Bílá Třemešná „B“ | 26 | 16 | 2 | 8  | 64  | 55 | 50 |
| 6.   | TJ Jiskra Bernartice       | 26 | 13 | 8 | 5  | 71  | 43 | 47 |
| 7.   | TJ FC Lánov „B“            | 26 | 10 | 5 | 11 | 55  | 57 | 35 |
| 8.   | FK Chvaleč                 | 26 | 8  | 7 | 11 | 51  | 60 | 31 |
| 9.   | TJ Jiskra Horní Maršov „B“ | 26 | 8  | 4 | 14 | 41  | 63 | 28 |
| 10.  | TJ Jiskra Lampertice       | 26 | 7  | 4 | 15 | 61  | 77 | 25 |
| 11.  | SK Spartak Hajnice         | 26 | 6  | 5 | 15 | 35  | 73 | 23 |
| 12.  | TJ Spartak Pilníkov „B“    | 26 | 6  | 3 | 17 | 46  | 83 | 21 |
| 13.  | TJ Jiskra Kuks             | 26 | 4  | 2 | 20 | 33  | 73 | 14 |
| 14.  | TJ Sokol Chotěvice         | 26 | 3  | 4 | 19 | 32  | 87 | 13 |

Poznámky:
- Z = Odehrané zápasy; V = Vítězství; R = Remízy; P = Prohry; VG = Vstřelené góly; OG = Obdržené góly; B = Body; (S) = Mužstvo sestoupivší z vyšší soutěže

|  | Postup do III. třídy okresu Trutnov 2004/2005 |